# Melchior von Issendorff
Melchior von Issendorff, född omkring 1645 i Bremen, död 1711, var en svensk militär. Han var far till Johan Christoffer von Issendorff.
Melchior von Issendorff var son till godsägaren Johann von Issendorff och Adelheid Anna von der Lieth. Han blev fänrik vid Grubbenhielms bataljon 1665, löjtnant vid von Wulffens dragonskvadron 1666, löjtnant vid nedersachsiska kretstrupperna 1672, kapten där 1675 och erhöll avsked 1676. Issendorff blev kapten vid Malortieska regementet i lüneburgsk tjänst samma år, en tjänst han 1682 erhöll avsked från. År 1682 blev han kapten vid Bidals bataljon i svensk tjänst, major där 1689, senare major vid Bremiska infanteriregementet och 1702 överstelöjtnant där. Åren 1710–1711 var han överste och chef för Bremiska lantmilisregementet. Han slogs ihjäl av bönderna i samband med det bremiska upproret 1711.